# Exodus (software)
Exodus is een opensource-chatprogramma dat het XMPP voor instant messaging gebruikt. De client is geschreven in Object Pascal (Delphi) en draait onder Windows. De laatste versie is 0.10.0.0 en dateert van 21 november 2007. De hoofdontwikkelaar van Exodus, Peter Millard, stierf in 2006 aan de gevolgen van kanker. Hij was ook betrokken bij de ontwikkeling van XMPP. Sinds zijn dood zijn geen nieuwe versies uitgebracht.